# Rudolf Signer
Rudolf Signer (* 17 de marzo de 1903, Herisau, Suiza; † 1 de diciembre de 1990, Gümlingen, Suiza) fue un químico suizo que contribuyó al descubrimiento de la estructura en doble hélice del ADN, aportando importantes mejoras en los métodos de extracción de largas moléculas de ADN sin roturas. También ideó una técnica sencilla para saber la forma de las moléculas, basada en la birrefringencia de flujo.

## Formación y carrera académica
Estudió en la Escuela del cantón St. Gallen, entre 1921 y 1925. Finaliza sus estudios de química en la  ETH de Zúrich consiguiendo el doctorado en 1927 bajo la dirección de Hermann Staudinger.
De 1926 a 1935 fue profesor ayudante en la Universidad de Freiburg, consiguiendo su habilitación en 1930. En el periodo 1932-33, realiza visitas de investigación a las universidades de Upsala y de Manchester con una beca Rockefeller.
En 1935 es nombrado profesor asociado de química general y química orgánica en la Universidad de Berna. Desde 1939 hasta su jubilación en 1972 fue profesor titular y director del Instituto de Química. Finalmente ocupó el puesto de decano durante los periodos 1943-44 y 1957-58.
Dedicó sus investigaciones al estudio de las macromoléculas en los productos naturales, especialmente el ADN. El ADN de alta pureza que preparó Singer, permitió a James Watson y Francis Crick en 1962 la determinación de la estructura del ADN.
Fue autor de más de 250 publicaciones científicas y fue galardonado en 1949 con la Medalla Lavoisier que otorga la Société Chimique de France.